# Zucker-Museum

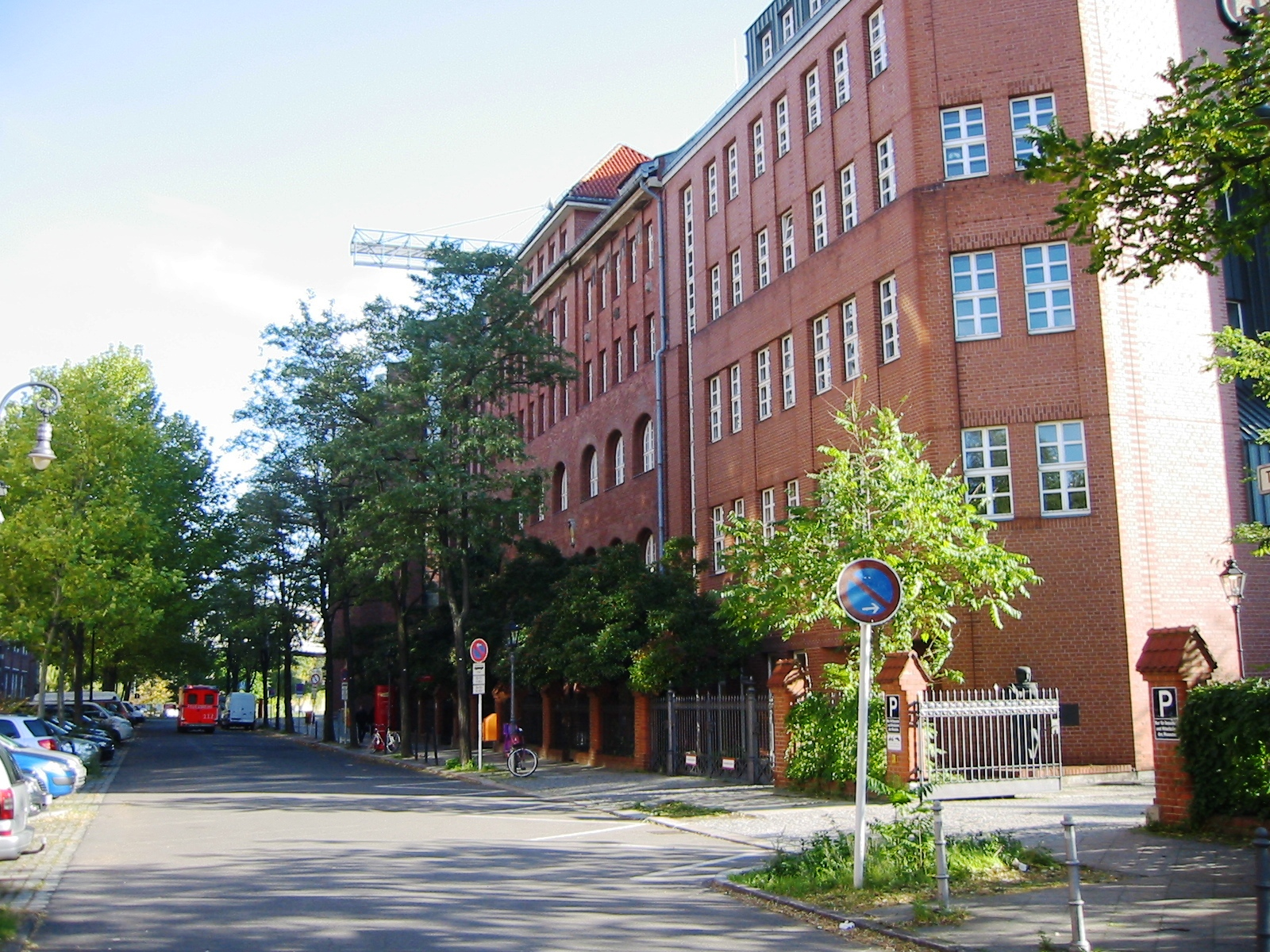
Standort des Zuckermuseums in der Trebbiner Straße

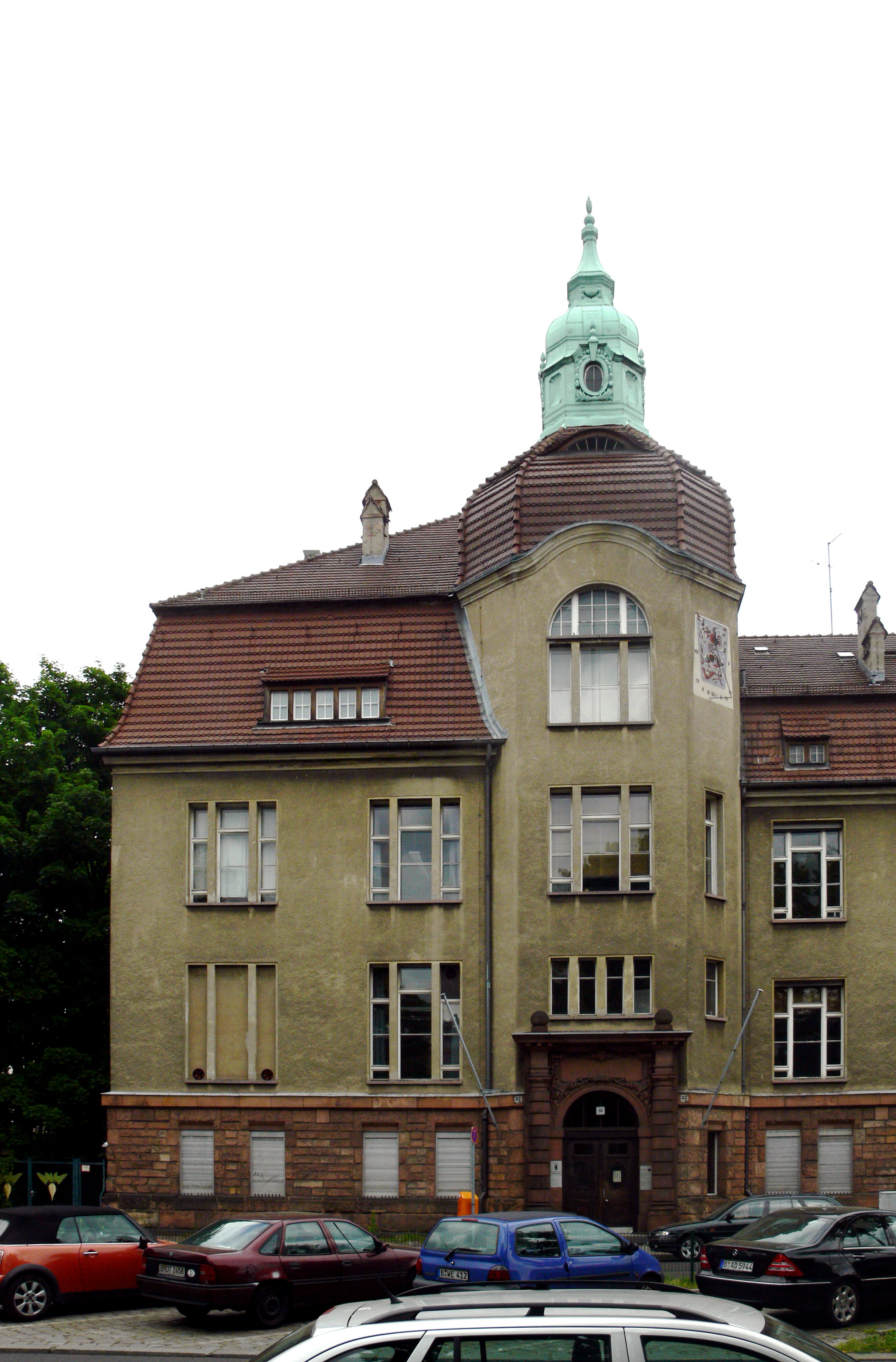
Ursprünglicher Standort des Zucker-Museums in Berlin-Wedding

Das Zucker-Museum in Berlin ist das älteste Museum seiner Art, wurde am 8. Mai 1904 zusammen mit dem damaligen Institut für Zuckerindustrie eröffnet und ist seit 1995 Teil des Deutschen Technikmuseums. Bis 2012 war es im Gebäude Institut für Lebensmitteltechnologie in der Amrumer Straße 32 im Wedding untergebracht und ist seitdem wegen seines Umzugs ins Deutsche Technikmuseum Berlin  geschlossen. Seine Präsentation wird seit November 2015 in der Dauerausstellung „Alles Zucker! Nahrung – Werkstoff – Energie“ des Deutschen Technikmuseums weitergeführt.

## Historischer Hintergrund

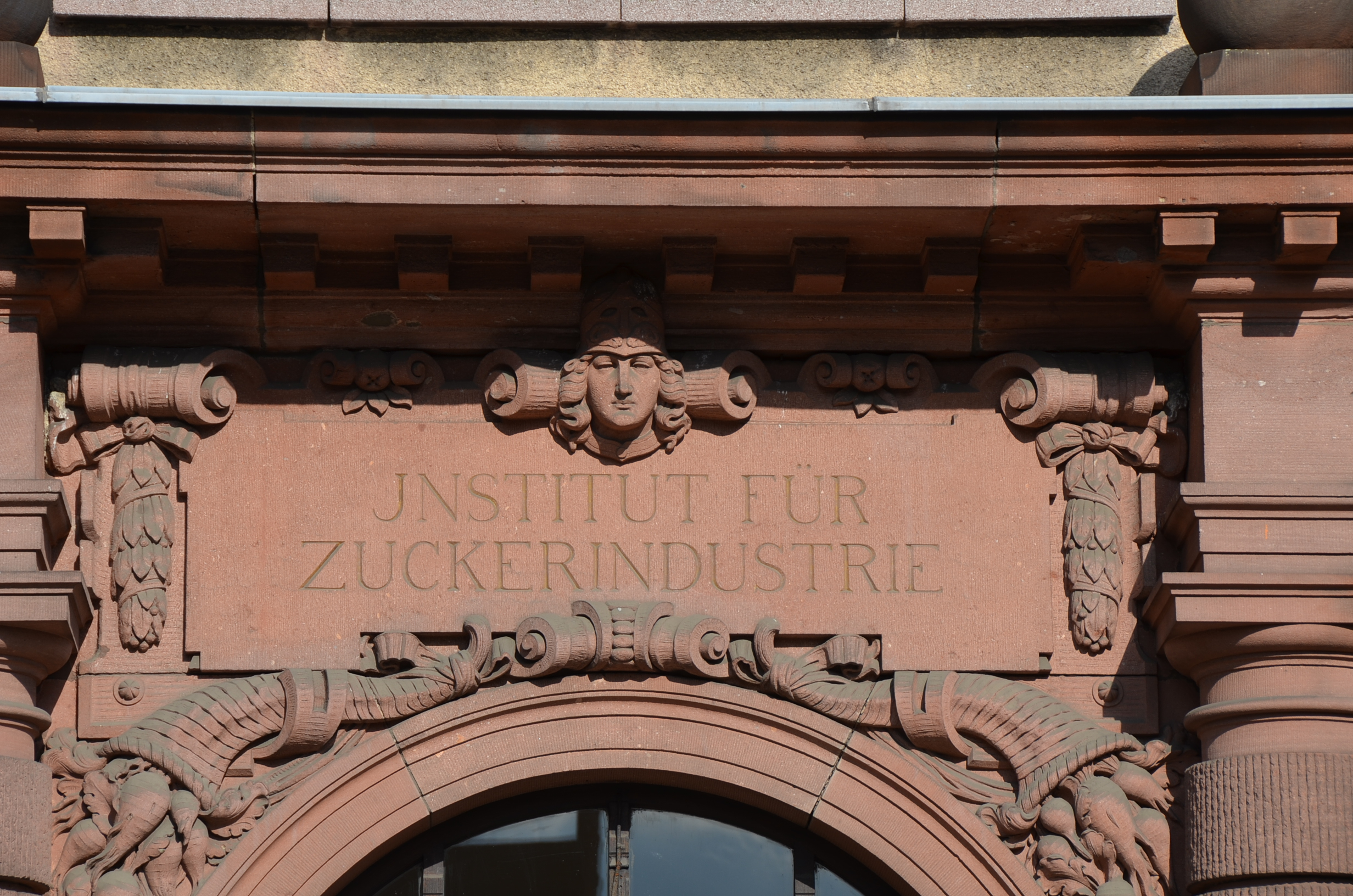
Institut für Zuckerindustrie in der Amrumer Straße

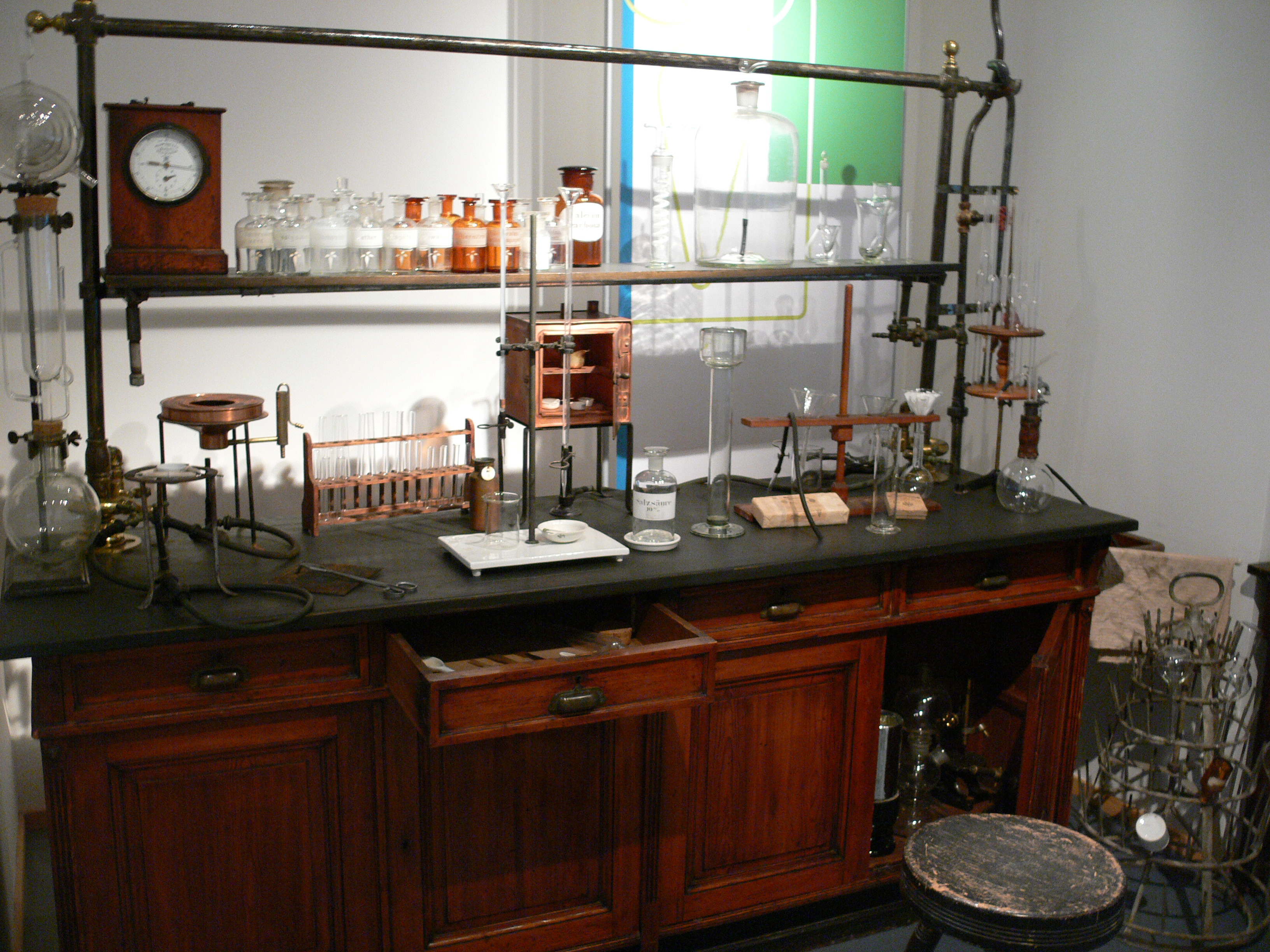
Betriebslabor der Zuckerindustrie, um 1900

Berlin kommt für die Zuckergewinnung insofern eine besondere Bedeutung zu, als Franz Carl Achard, ein Berliner Physiker, ab 1780 mit verschiedenen zuckerhaltigen einheimischen Pflanzen experimentierte. Von den auf seinem Gut Kaulsdorf bei Berlin angebauten Pflanzen erwies sich die Rübe als ergiebigste. Achard konnte sie durch weitere Züchtung optimieren und außerdem den Ertrag durch gezielte Düngung deutlich steigern. 1799 konnte er König Friedrich Wilhelm III. erstmals Zucker aus Rüben präsentieren. Mit königlicher Unterstützung errichtete er schließlich 1801 auf einem Gut in Kunern (Schlesien, siehe auch Wińsko) die erste Rübenzuckerfabrik der Welt.

## Themen der Dauerausstellung
Nach einem einjährigen Umbau wurde das Zucker-Museum Ende 1989 wiedereröffnet. Gezeigt wird eine kulturhistorische Sammlung zur Geschichte des Zuckers. Die in sieben Themengebiete aufgeteilte Dauerausstellung schließt naturwissenschaftliche und ernährungswissenschaftliche Grundlagen des Zuckers ein. Weiterhin wird die technische, kulturelle und politische Bedeutung von Zucker beleuchtet.

### Das Zuckerrohr

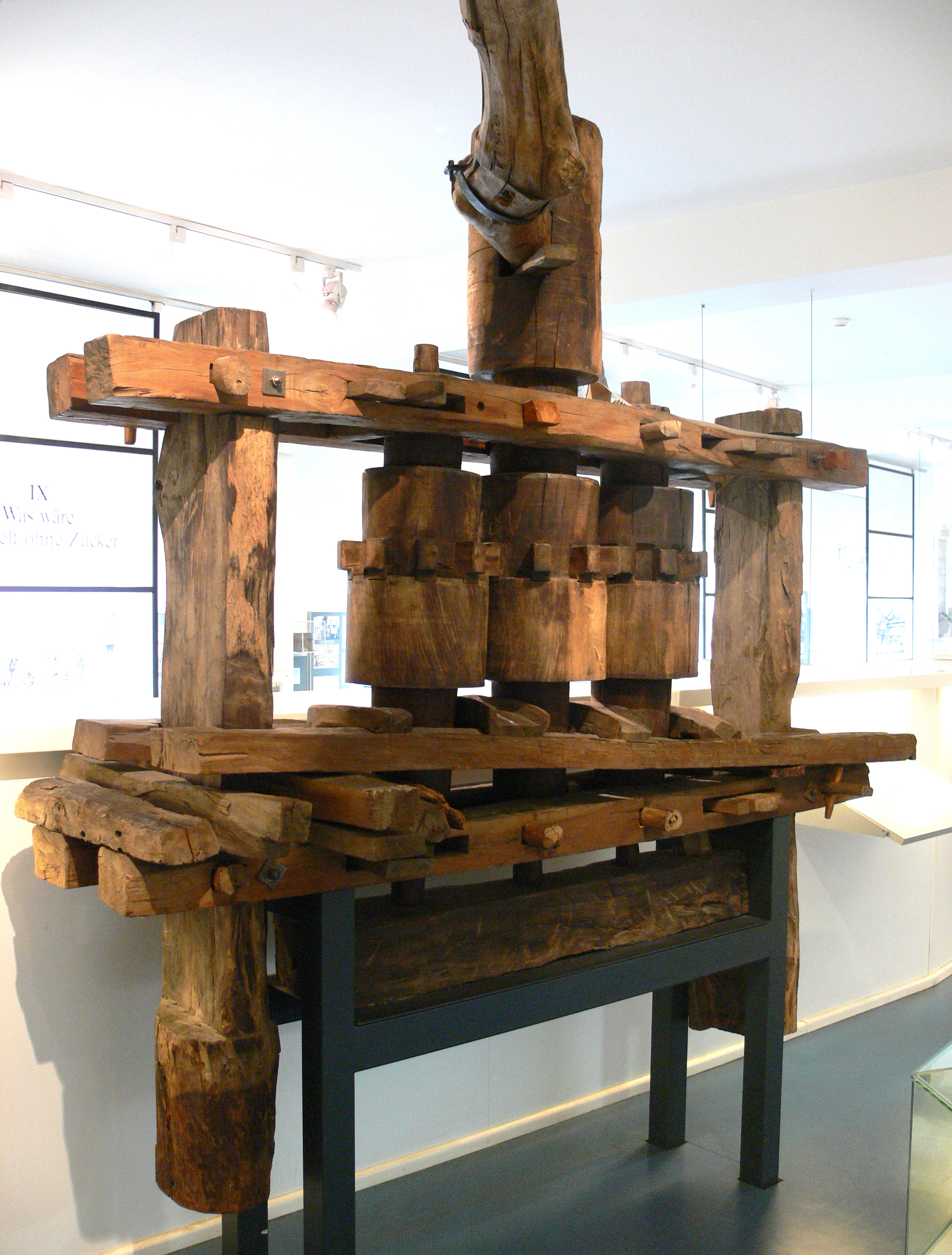
Drei-Walzen-Zuckerrohrmühle aus Bolivien

Der erste Teil der Ausstellung befasst sich mit der Geschichte der Zuckerrohrpflanze. Es wird beschrieben, wie die Menschen lernten, aus der Zuckerrohrpflanze den Zucker zu gewinnen. In immer aufwendigeren Verfahren wurde der Zucker gereinigt, bis dann erstmals weißer Zucker hergestellt werden konnte. Die Ausstellung zeigt Maschinen zur Herstellung und Reinigung von Zucker, Zuckerrohrpflanzen und mögliche Schädlinge, die das Zuckerrohr befallen können.

### Kolonialzucker
Da das Klima in der Karibik für den Anbau von Zuckerrohr günstig war, entstand dort im 16. Jahrhundert das Zentrum der Zuckerproduktion. Der Zucker war im 16. bis 18. Jahrhundert als Handelsgut eine wichtige Kolonialware. Die Ausstellung beschreibt den Aufstieg wichtiger Handels- und Raffineriezentren wie beispielsweise Antwerpen, Amsterdam, Bordeaux, Hamburg oder London und zeigt die beim Transport üblicherweise verwendeten Schiffe als Modell.

### Sklavenwirtschaft
Die große Nachfrage nach Zucker in Europa führte dazu, dass in den Anbaugebieten der Kolonien immer mehr Arbeiter erforderlich waren. In den Plantagen wurden zunehmend afrikanische Sklaven eingesetzt. Die Ausstellung gibt einen Einblick in das Leben der Arbeiter und zeigt die unmenschlichen Transportbedingungen, die während der Überfahrt von Afrika nach Amerika herrschten.

### Rübenzucker in Preußen
Durch die Entdeckung des Rübenzuckers wurde aus dem einstigen Luxusgut eine Massenware. Die Ausstellung zeigt in einem Modell eine Rübenzuckerfabrik in Schlesien aus dem Jahr 1801, das einen Eindruck vermittelt, welche Arbeitsschritte für eine industrielle Produktion von Zucker erforderlich waren. Das Modell zeigt aber auch die Arbeits- und Lebensbedingungen der Arbeiter in einer solchen Fabrik. Ein großformatiges Gemälde zeigt weiterhin eine fiktive Begegnung zwischen Franz Carl Achard, dem ‚Erfinder’ des Rübenzuckers und dem preußischen König Friedrich Wilhelm III., auf dem Achard dem König den ersten Rübenzucker präsentiert.

### Zuckergewinnung

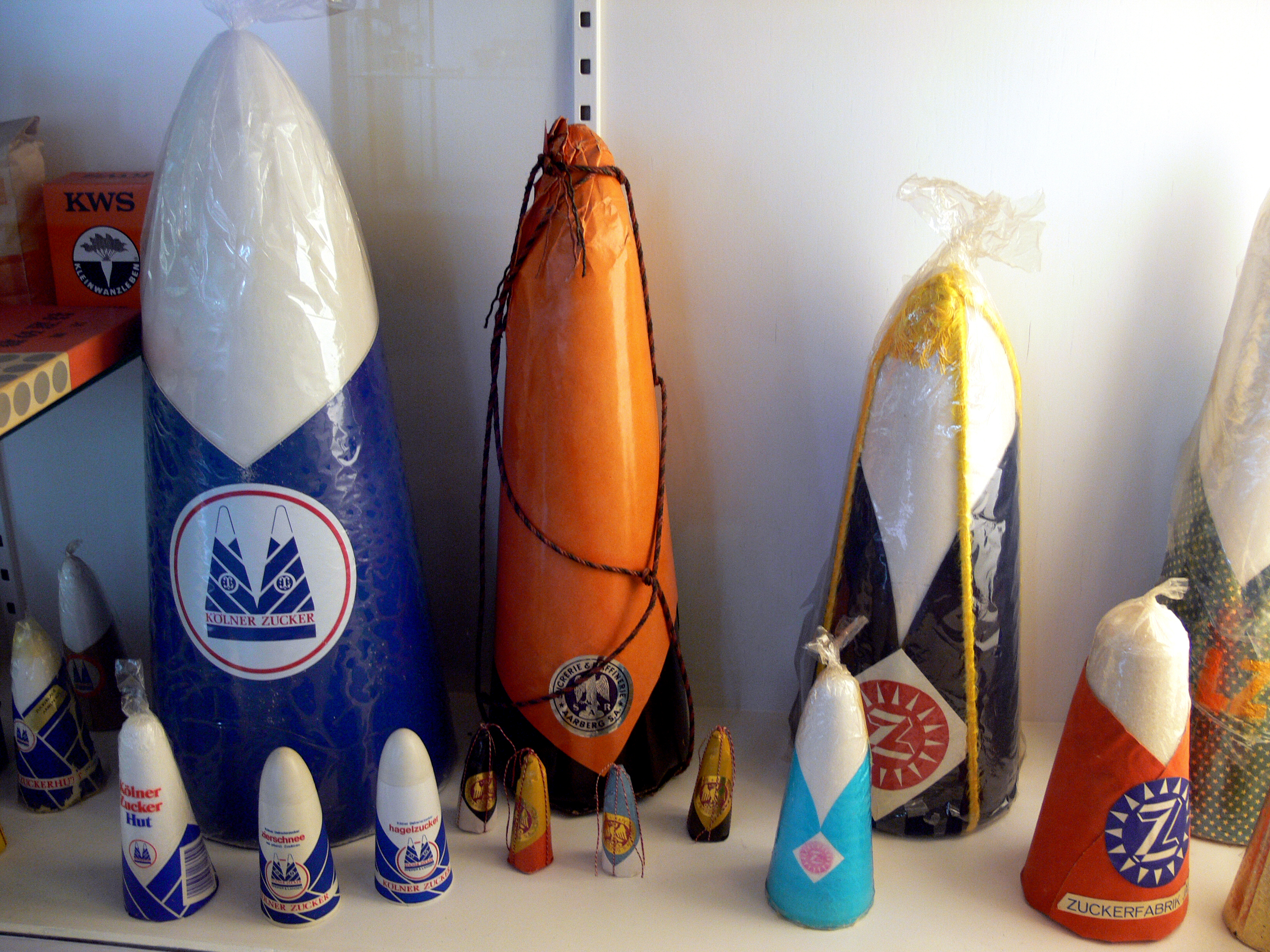
Zuckerhüte verschiedener Fabrikate

Die zunehmende Industrialisierung führte dazu, dass Zucker zu einem Volksnahrungsmittel wurde. Die Ausstellung verdeutlicht, in welchen Gebieten in Deutschland vornehmlich Zucker angebaut wird. Es zeigt die züchterischen und technischen Neuerungen der letzten 100 Jahre, aber auch die ökonomische und ökologische Bedeutung der dabei entstehenden Nebenprodukte wie Melasse und Bagasse.

### Eine Welt ohne Zucker
Der vorletzte Teil der Dauerausstellung zeigt, in wie vielen Produkten heute Zucker enthalten ist. Sie beschreibt die Rolle des Zuckers als Energielieferant und hinterfragt, ob es einen Zusammenhang zwischen dem Konsum von Zucker und Karies gibt. Weiterhin stellt dieser Teil die Umwandlung von Traubenzucker in Saccharose innerhalb von Pflanzen dar.

### Ohne Zucker kein Alkohol
Die Abteilung „Ohne Zucker kein Alkohol“ befindet sich im Wintergarten des Museums. Sie zeigt, wie die Menschen vor vielen tausend Jahren bereits die berauschende Wirkung von Alkohol entdeckten. Die Ausstellung beschreibt weiterhin den Vorgang, um mit Hilfe von Zucker Alkohol zu gewinnen.

## Leiter des Zucker-Museums
- 1972–1995: Hubert Olbrich
- 1995–2012: Bernhard E. Nickl (1950–2012)

## Film
- Das süßeste Museum Berlins. Das neue Zuckermuseum. Fernseh-Reportage, Deutschland, 2015, 2:32 Min., Buch und Regie: Wolfgang Albus, Moderation: Gerald Meyer, Produktion: rbb, Redaktion: Theodor. Geschichte(n) aus der Mark, Erstsendung: 6. Dezember 2015 bei rbb, Inhaltsangabe von Theodor, (Memento vom 7. Dezember 2015 im Webarchiv archive.today), online-Video von rbb.